# يوكيو ميشيما

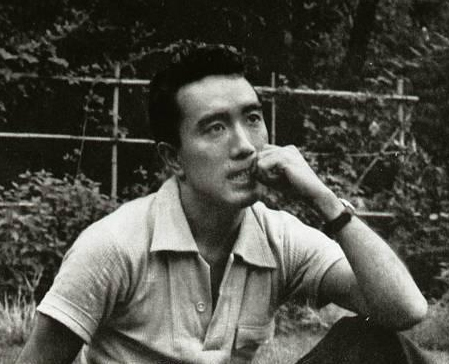
يوكيو ميشيما سنة 1956

يوكيو ميشيما (يابانية: 三島 由紀夫) هو الاسم الأدبي للكاتب الياباني كيميتاكي هيراوكا (باليابانية: 平岡 公威) (و.14 يناير 1925 ـ ت. 25 نوفمبر 1970)، الذي كان روائياً وشاعراً وكاتباً مسرحياً وممثلاً ومخرج أفلام. رشح ميشيما للحصول على جائزة نوبل في الأدب ثلاث مرات، وكان اسمه معروفاً على نطاق عالمي، ويعد من أشهر الكتاب اليابانيين في القرن العشرين، وقد مزجت أعماله الطليعية بين القيم الجمالية الحديثة والتقليدية وحطمت الحواجز الثقافية وكانت الجنسانية والموت والتحول السياسي من أهم محاورها.
ولد يوكيو لعائلة ثرية وتربى في بيت جدته صاحبة الجذور الأرستقراطية. درس القانون في جامعة طوكيو والتحق بعد تخرجه بوزارة المالية عام 1947، قبل استقالته وتفرغه للكتابة بعد سنة واحدة. من أكثر ما يذكر به الكاتب كان انتحاره بطريقة السيبوكو بعد قيادته لمحاولة انقلاب فاشلة لاستعادة سلطات إمبراطور اليابان عرفت بـ«حادثة ميشيما». عام 1988، تم تأسيس جائزة ميشيما يوكيو الأدبية تكريماً له.

## أعماله
- خيانة الفضيلة (باليابانية: 美徳のよろめき)
- الموسيقى (باليابانية: 音楽)
- المعبد الذهبي (باليابانية: 金閣寺)
- حب محرم (باليابانية: 禁色)
- اعترافات قناع (باليابانية: 仮面の告白)
- البحار الذي لفظه البحر (باليابانية: 午後の曳航)
- ثلج الربيع (باليابانية: 春の雪)
- الجياد الهاربة (باليابانية: 奔馬)
- معبد الفجر (باليابانية: 暁の寺)
- سقوط الملك (باليابانية: 天人五衰)

## الشريط المسجل قبل انتحاره بـ9 أشهر
تم الكشف يوم الخميس 12 يناير 2017 على تسجيل صوتي مؤخرا في محطة تلفزيون TBS للمؤلف الياباني ميشيما يوكيو يتحدث فيه عن إحساسه بقرب نهايته قبل تسعة أشهر من انتحاره. الشريط الذي تبلغ مدته 80 دقيقة يحتوي على حوار بين ميشيما ومترجم بريطاني يدعى جون بيستر في 19 فبراير 1970 تقريبا. قال ميشيما في الشريط ”أشعر بأن الموت يتسرب إلى جسدي“. وله تصريح يتنبأ فيه بمحاولة الانقلاب الفاشلة قائلا ”أشعر بالإحباط تجاه ما أصبحت عليه اليابان حاليا ولا أجد لديّ طريقا لتصحيح الأوضاع سوى بالكتابة“. وقال منتقدا كتاباته ”الخلل في أعمالي يكمن في أن الهياكل درامتيكية بشكل كبير. فأنا أصيغ أعمالي مثل اللوحات الزيتية. أنا أكره الصور على الطريقة اليابانية، التي تترك مساحة فارغة“. كان لديه تحفظ على الدستور الياباني. كان عنوان الشريط ”خواطر قبل انتحاره“ وصنف على أنه ”غير مخصص للبث“. ولم يكن يعلم معظم العاملين بالمحطة بوجود هذا التسجيل. قال ياماناكا تاكيشي، وهو زميل باحث في متحف ميشيما يوكيو الأدبي ”يظهر التسجيل أنه كان يخطط بوضوح للأحداث التي قادته للانتحار. لم أكن أعرف أنه قارن الخلل في كتبه باللوحات الزيتية“.

## روابط خارجية
- يوكيو ميشيما على موقع أرشيف الشارخ.
- يوكيو ميشيما على موقع IMDb (الإنجليزية)
- يوكيو ميشيما على موقع ميتاكريتيك (الإنجليزية)
- يوكيو ميشيما على موقع الموسوعة البريطانية (الإنجليزية)
- يوكيو ميشيما على موقع روتن توميتوز (الإنجليزية)
- يوكيو ميشيما على موقع مونزينجر (الألمانية)
- يوكيو ميشيما على موقع ألو سيني (الفرنسية)
- يوكيو ميشيما على موقع ميوزك برينز (الإنجليزية)
- يوكيو ميشيما على موقع تيرنر كلاسيك موفيز (الإنجليزية)
- يوكيو ميشيما على موقع أول موفي (الإنجليزية)
- يوكيو ميشيما على موقع قاعدة بيانات الأفلام السويدية (السويدية)